# L'altrieri. Nero su bianco
L'altrieri. Nero su bianco è un romanzo breve autobiografico del 1868 di Carlo Dossi.

## Trama
L'opera è un'autobiografia dell'autore nonché la sua prima pubblicazione. La trama scorre gli anni della giovinezza dell'autore con la tipica sua vena ironica, attraverso l'immaginario racconto di Guido Etelredi. La narrazione si articola su tre momenti: infanzia, adolescenza, giovinezza.
L'opera, pubblicata inizialmente in sole cento copie da distribuire a parenti e amici, ebbe una tale diffusione negli ambienti letterari milanesi che fu necessaria una seconda edizione nel 1881 con diverse varianti lessicali per venire incontro alle esigenze dei nuovi lettori. In realtà la prima edizione dell'opera, così come era stata concepita dal Dossi, aveva un tipico stile linguistico irregolare, digressivo, in aperto tono di sfida al cosiddetto "manzonismo" che imperava in quegli anni.
Ideale seguito dell'opera, in un prosieguo sulla vita dell'autore, si pone due anni dopo l'opera Vita di Alberto Pisani.

## Critica
Il quotidiano conservatore La Perseveranza disse a proposito dell'opera del Dossi: "Le frasi più ricercate della lingua scritta e i riboboli (termini) fiorentini erano pacificamente appajati ai lombardismi più marcati, e talvolta le crude espressioni del dialetto, li idiotismi più evidenti accolti come moneta di buona lega con la semplice aggiunta di una desinenza grammaticale".
In realtà la "cultura ufficiale" criticò moltissimo proprio questo aspetto del L'altrieri, ovvero il pastiche linguistico che invece sarà poi valorizzato nel Novecento da Carlo Emilio Gadda che in più di un suo scritto si rifà direttamente allo stile del Dossi.

## Edizioni
- Carlo Dossi, L'altrieri, Luigi Perelli Editore, 1868.